# Вогні старого Бродвею
Вогні старого Бродвею (англ. Lights of Old Broadway) — американська мелодрама режисера Монта Белла 1925 року. Меріон Дейвіс грає близнюків, розділених при народженні. 

## У ролях
- Меріон Дейвіс — Фелі / Енні
- Конрад Нейджел — Дірк де Ронд
- Френк Куррьє — Ламберт де Ронд
- Джордж К. Артур — Енді
- Чарльз МакХью — Шеймус О'Тенді
- Елінор Лосон — місіс О'Тенді
- Джулія Свейн Гордон — місіс де Ронд
- Меттью Бетц — «Ред» Хокінс
- Вілбур Хігбі — Фаулер
- Боділ Росінг — вдова Горман
- Джордж Банні — Тоні Пастор
- Джордж Харріс — Джо Вебер
- Бернард Бергер — Лью Філдс
- Дж. Френк Глендон — Томас А. Едісон
- Бак Блек — молодий Тедді Рузвельт
- Карл Дейн — батько Рузвельта